# Campeonato Europeu de Ginástica Artística de 1979
O Campeonato Europeu de Ginástica Artística de 1979 teve suas competições femininas realizadas em Copenhagen, Dinamarca, e as masculinas em Essen, Alemanha.

## Eventos
- Individual geral masculino
- Solo masculino
- Barra fixa
- Barras paralelas
- Cavalo com alças
- Argolas
- Salto sobre a mesa masculino
- Individual geral feminino
- Trave
- Solo feminino
- Barras assimétricas
- Salto sobre a mesa feminino

## Medalhistas
| Evento              | Ouro                                       | Prata                                                         | Bronze                               |
| Masculino           |                                            |                                                               |                                      |
| Individual geral    | BUL Stojan Deltchev                        | URS Bogdan Makuz URS Alexander Tkachev                        | nenhum                               |
| Solo                | BUL Stojan Deltchev                        | FRG Ralf Bärtel                                               | FRG Lutz Mack                        |
| Cavalo com alças    | HUN György Guczoghy URS Alexander Dityatin | nenhum                                                        | URS Bogdan Makuz                     |
| Argolas             | URS Alexander Dityatin                     | URS Bogdan Makuz                                              | FRG Lutz Mack                        |
| Salto sobre a mesa  | URS Bogdan Makuz                           | TCH Jozef Konecný                                             | BUL Stojan Deltchev FRG Ralf Bärtel  |
| Barras paralelas    | URS Bogdan Makuz                           | URS Alexander Dityatin                                        | FRA Henri Berio FRG Eberhard Gienger |
| Barra fixa          | URS Alexander Tkachev                      | BUL Stojan Deltchev HUN Peter Kovács                          | nenhum                               |
| Feminino            |                                            |                                                               |                                      |
| Individual geral    | ROU Nadia Comaneci (39.450)                | ROU Emilia Eberle (38.850)                                    | URS Natalia Shaposhnikova (38,750)   |
| Salto sobre a mesa  | ROU Nadia Comaneci (19,775)                | GDR Maxi Gnauck (19,550)                                      | URS Natalia Shaposhnikova (19,525)   |
| Barras assimétricas | URS Elena Mukhina (19,700)                 | ROU Emilia Eberle (19,650)                                    | GDR Maxi Gnauck (19,600)             |
| Trave               | URS Natalia Shaposhnikova (19,850)         | ROU Emilia Eberle (19,600)                                    | ROU Nadia Comaneci (19,250)          |
| Solo                | ROU Nadia Comaneci (19,600)                | URS Natalia Shaposhnikova (19,200) URS Elena Mukhina (19,200) | nenhum                               |

## Quadro de medalhas
| Ordem | País               | Medalha de ouro | Medalha de prata | Medalha de bronze |    |
| ----- | ------------------ | --------------- | ---------------- | ----------------- | -- |
| 1     | União Soviética    | 7               | 6                | 3                 | 16 |
| 2     | Roménia            | 3               | 3                | 1                 | 7  |
| 3     | Bulgária           | 2               | 1                | 1                 | 4  |
| 4     | Hungria            | 1               | 1                |                   | 2  |
| 5     | Alemanha Ocidental |                 | 1                | 4                 | 5  |
| 6     | Alemanha Oriental  |                 | 1                | 1                 | 2  |
| 7     | Checoslováquia     |                 | 1                |                   | 1  |
| 8     | França             |                 |                  | 1                 | 1  |
| TOTAL | TOTAL              | 13              | 14               | 11                | 38 |